# Liste des meilleurs marqueurs en NBA en playoffs
Cette page présente la liste des 25 meilleurs marqueurs des playoffs NBA en carrière.

## Explications
Le classement des meilleurs marqueurs en playoffs NBA en carrière offre un véritable statut de joueur dominant à ceux qui en font partie. Celui-ci est en perpétuel changement, dû notamment au fait que certains joueurs entrent aujourd'hui très jeunes dans de grandes franchises NBA et donc connaissent les playoffs dès leur première saison, marquent plus de points en playoffs que leur aînés et disputent plus de matchs qu'eux.

## À noter
Dans ce classement, quatre joueurs sont toujours en activité. Ils côtoient vingt et un joueurs intronisés au Basketball Hall of Fame. Parmi eux, onze joueurs n'ont connu qu'une seule franchise : 
- les Hall of Famer John Havlicek (Celtics de Boston 1962-1978), Reggie Miller (Pacers de l'Indiana 1987-2005), Larry Bird (Celtics de Boston 1979-1992), Magic Johnson (Lakers de Los Angeles 1979-1991 et 1996), Kevin McHale (Celtics de Boston 1980-1993), Jerry West (Lakers de Los Angeles 1960-1974), James Worthy (Lakers de Los Angeles 1982-1994), Kobe Bryant (Lakers de Los Angeles 1996-2016), Tim Duncan (Spurs de San Antonio 1997-2016), Manu Ginóbili (Spurs de San Antonio 2002-2018) et Dirk Nowitzki (Mavericks de Dallas 1999-2019).
- et le probable Hall of Famer Stephen Curry (Warriors de Golden State depuis 2009)

À l'issue des playoffs NBA 2019, seulement dix joueurs ont passé la barre des 4 000 points inscrits en carrière lors des playoffs NBA.

## Classement

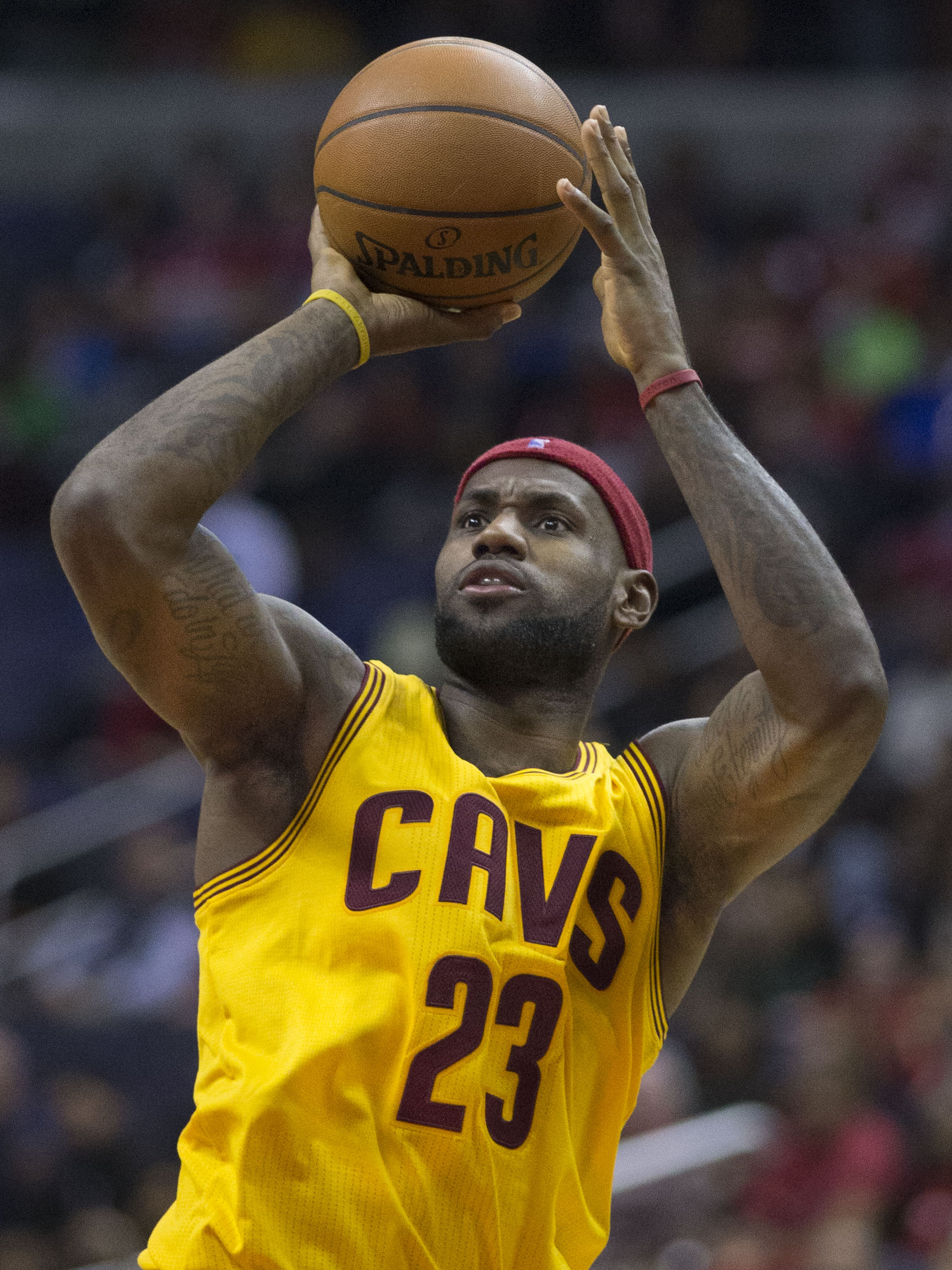
LeBron James (1er)

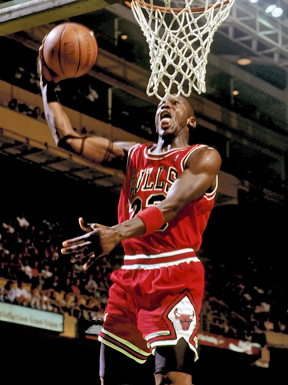
Michael Jordan (2e)

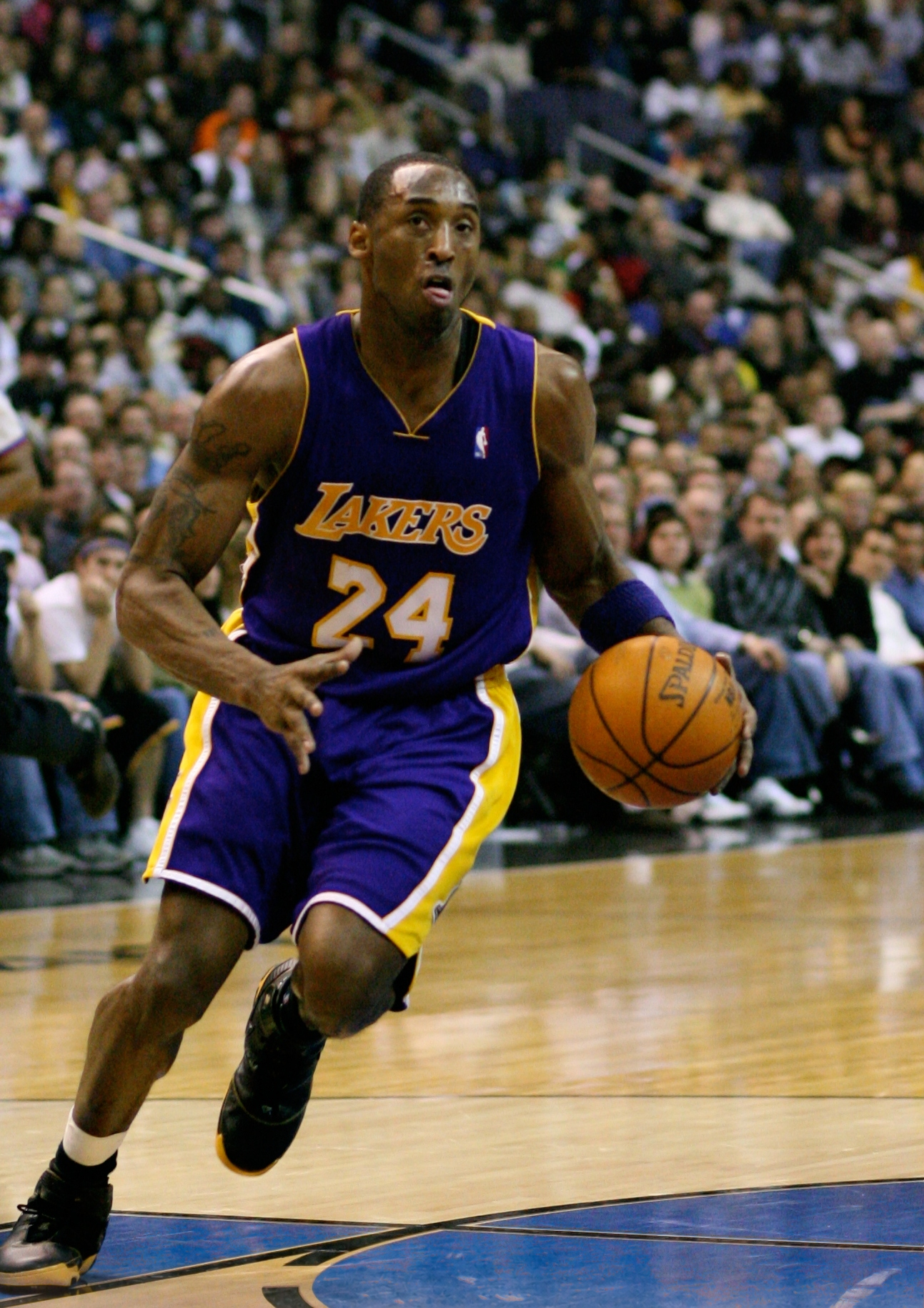
Kobe Bryant (4e)

| ^ | Joueur en activité en NBA                   |
| * | Joueur intronisé au Basketball Hall of Fame |

- Mise à jour le 19 mai 2025.

| Rang | Nom                 | Poste       | Points | M   | PPM   | Tirs  | 3 pts | LF    | C |
| ---- | ------------------- | ----------- | ------ | --- | ----- | ----- | ----- | ----- | - |
| 1    | LeBron James        | Ailier      | 8 289  | 292 | 28,44 | 2 971 | 480   | 1 867 | ^ |
| 2    | Michael Jordan      | Arrière     | 5 987  | 179 | 33,44 | 2 188 | 148   | 1 463 | * |
| 3    | Kareem Abdul-Jabbar | Pivot       | 5 762  | 237 | 24,31 | 2 356 | 0     | 1 050 | * |
| 4    | Kobe Bryant         | Arrière     | 5 640  | 220 | 25,63 | 2 014 | 292   | 1 320 | * |
| 5    | Shaquille O'Neal    | Pivot       | 5 250  | 216 | 24,30 | 2 041 | 0     | 1 168 | * |
| 6    | Tim Duncan          | Ailier fort | 5 172  | 251 | 20,61 | 1 975 | 5     | 1 218 | * |
| 7    | Kevin Durant        | Ailier fort | 4 985  | 170 | 29,32 | 1 684 | 366   | 1 251 | ^ |
| 8    | Karl Malone         | Ailier fort | 4 761  | 193 | 24,66 | 1 743 | 6     | 1 269 | * |
| 9    | Jerry West          | Meneur      | 4 457  | 153 | 29,13 | 1 622 | -     | 1 213 | * |
| 10   | Stephen Curry       | Meneur      | 4 147  | 155 | 26,98 | 1 388 | 650   | 721   | ^ |
| 11   | Tony Parker         | Meneur      | 4 045  | 226 | 18,20 | 1 613 | 119   | 700   | * |
| 12   | Dwyane Wade         | Arrière     | 3 954  | 177 | 22,50 | 1 450 | 103   | 951   | * |
| 13   | Larry Bird          | Ailier      | 3 897  | 164 | 23,76 | 1 458 | 80    | 901   | * |
| 14   | James Harden        | Arrière     | 3 895  | 173 | 22,67 | 1 173 | 434   | 1 115 | ^ |
| 15   | John Havlicek       | Ailier      | 3 776  | 172 | 21,95 | 1 451 | -     | 874   | * |
| 16   | Hakeem Olajuwon     | Pivot       | 3 755  | 145 | 25,89 | 1 504 | 4     | 743   | * |
| 17   | Magic Johnson       | Meneur      | 3 701  | 190 | 19,47 | 1 291 | 51    | 1 068 | * |
| 18   | Dirk Nowitzki       | Ailier Fort | 3 663  | 145 | 25,26 | 1 220 | 149   | 1 074 | * |
| 19   | Scottie Pippen      | Ailier      | 3 642  | 208 | 17,50 | 1 335 | 200   | 772   | * |
| 20   | Elgin Baylor        | Ailier Fort | 3 623  | 134 | 27,03 | 1 388 | -     | 847   | * |
| 21   | Wilt Chamberlain    | Pivot       | 3 607  | 160 | 22,54 | 1 425 | -     | 757   | * |
| 22   | Kevin McHale        | Ailier Fort | 3 182  | 169 | 18,82 | 1 204 | 8     | 766   | * |
| 23   | Paul Pierce         | Ailier      | 3 180  | 170 | 18,70 | 1 022 | 276   | 860   | * |
| 24   | Dennis Johnson      | Arrière     | 3 116  | 180 | 17,31 | 1 167 | 26    | 756   | * |
| 25   | Julius Erving       | Ailier      | 3 088  | 141 | 21,90 | 1 187 | 7     | 707   | * |